# جاكوب ميكلسن
جاكوب ميكلسن (بالدنماركية: Jakob Michelsen)‏ هو مدرب كرة قدم دنماركي، ولد في 30 سبتمبر 1980 في تندر ‏ في الدنمارك.

## وصلات خارجية
- جاكوب ميكلسن على موقع قاعدة بيانات كرة القدم.إي يو (الإنجليزية)